# Oscar Frihde
Oscar Frihde (14 juillet 1882 - Saint-Louis, 14 février 1943) fut un ancien tireur à la corde américain. Il a participé aux Jeux olympiques de 1904 et remporta la médaille d'argent avec l'équipe américaine St. Louis Southwest Turnverein №2.